# Нистерберг
Ни́стерберг (нем. Nisterberg) — община в Германии, в земле Рейнланд-Пфальц. 
Входит в состав района Альтенкирхен-Вестервальд. Подчиняется управлению Даден.  Население составляет 389 человек (на 31 декабря 2010 года). Занимает площадь 4,54 км².